# 中梁镇
中梁镇，是中华人民共和国重庆市沙坪坝区下辖的一个乡镇级行政单位。

## 行政区划
中梁镇下辖以下地区：
新店子社区、茅山峡村、石院村、龙泉村、庆丰山村、永宁寺村和新发村。